# Mistrzostwa Świata w Kolarstwie BMX 2004
9. Mistrzostwa świata w kolarstwie BMX 2004 odbyły się w holenderskim Valkenswaard, w dniach 23 – 25 lipca 2004 roku. W programie znalazły się następujące konkurencje: wyścig elite i juniorów (oba zarówno dla kobiet jak i mężczyzn) oraz cruiser juniorów i elite (tylko mężczyźni). W klasyfikacji medalowej zwyciężyli reprezentanci USA zdobywając łącznie pięć medali, w tym dwa złote.

## Medaliści
| Konkurencja:          | Złoto:              | Srebro:               | Brąz:              |
| Klasyfikacja mężczyzn |                     |                       |                    |
| Elite                 | Warwick Stevenson   | Christian Becerine    | Bubba Harris       |
| Juniorzy              | Michael Fenwick     | Thomas Hamon          | Ivo van der Putten |
| Cruiser               | Randy Stumpfhauser  | Jason Richardson      | Christian Becerine |
| Cruiser juniorzy      | Augusto Castro      | Jérémy Chaffot        | Aaron Lepp         |
| Klasyfikacja kobiet   |                     |                       |                    |
| Elite                 | María Gabriela Díaz | Cyrielle Convert      | Alice Jung         |
| Juniorki              | Kimberly Hayashi    | Laëtitia Le Corguillé | Samantha Cools     |

## Tabela medalowa
| Miejsce | Państwo           | Złoto | Srebro | Brąz | Razem |
| ------- | ----------------- | ----- | ------ | ---- | ----- |
| 1       | Stany Zjednoczone | 2     | 1      | 2    | 5     |
| 2       | Australia         | 2     | 0      | 0    | 2     |
| 3       | Argentyna         | 1     | 1      | 1    | 3     |
| 4       | Kolumbia          | 1     | 0      | 0    | 1     |
| 5       | Kanada            | 0     | 0      | 2    | 2     |
| 6       | Holandia          | 0     | 0      | 1    | 1     |